# Uniwersytet Nkrumah
Uniwersytet Nkrumah – największy zambijski uniwersytet pedagogiczny założony w 1951 roku w Kabwe. Prowadzone są na nim zajęcia z zakresu nauk przyrodniczych, biznesu, pedagogiki, matematyki ze statystyką, nauk społecznych oraz filologii.